# Ванговець малий
Ванговець малий (Tephrodornis pondicerianus) — вид горобцеподібних птахів родини вангових (Vangidae).

## Поширення
Вид поширений в Південній та Південно-Східній Азії від Пакистану до В'єтнаму. Мешкає у рідколіссях і чагарниках.

## Опис
Дрібний птах з великою головою та міцним гачковатим дзьобом. Верхня частина тіла попелясто-коричнева. Щоки чорні, а нади ними проходять світлі кремові брови. Хвіст коричневий, лише зовнішні пера білі. Нижня частина тіла біла.

## Спосіб життя
Трапляється парами або невеликими групами, може утворювати змішані зграї з іншими птахами. Пересувається в кронах дерев у пошуках поживи. Харчується комахами.